# Gregorio Barbarigo

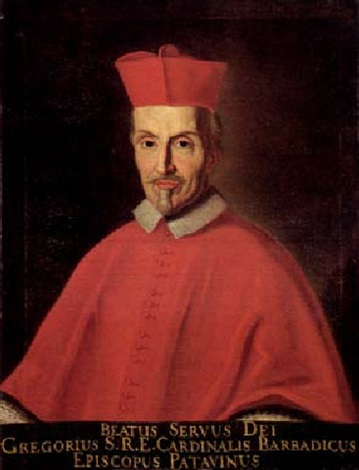
Gregorio Kardinal Barbarigo (Gemälde von Ermanno Stroiffi, nach 1659)

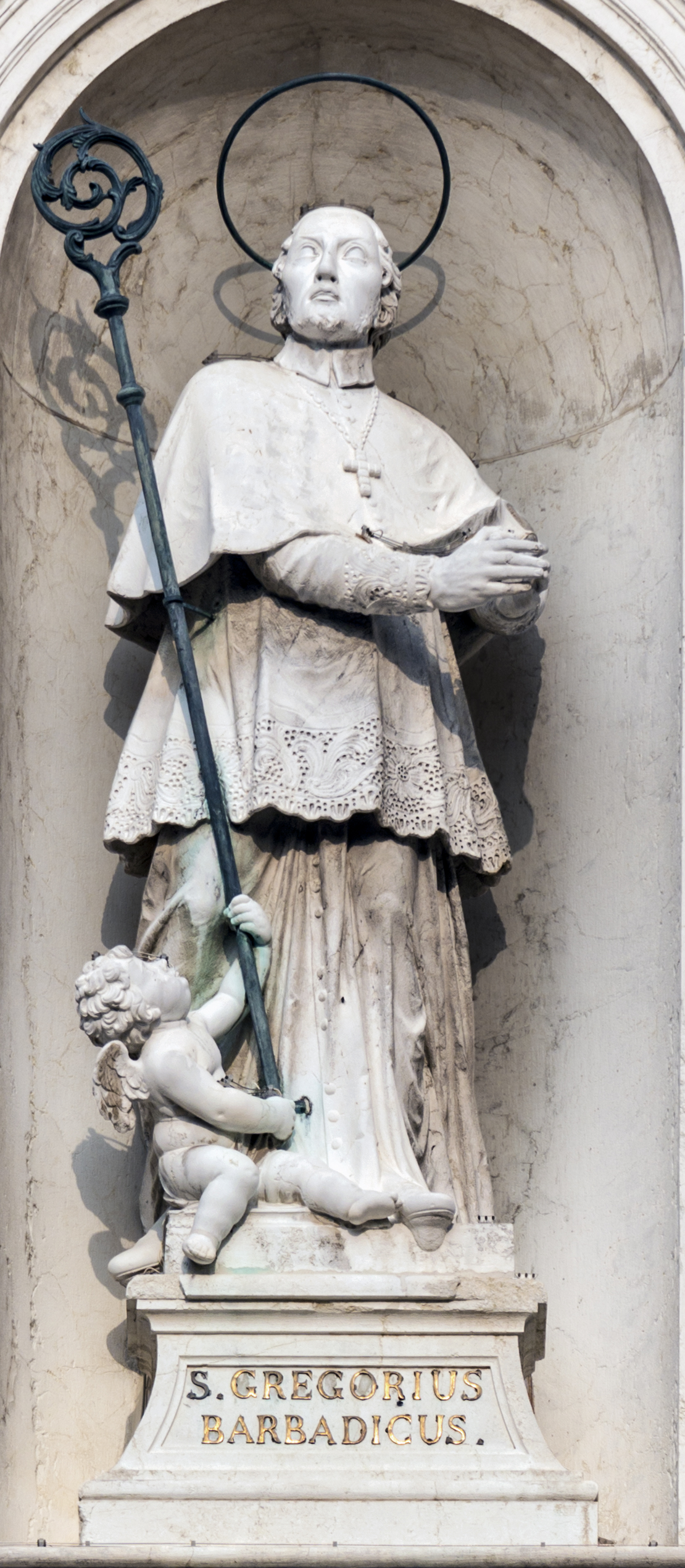
St. Gregorio Barbarigo – Venedig

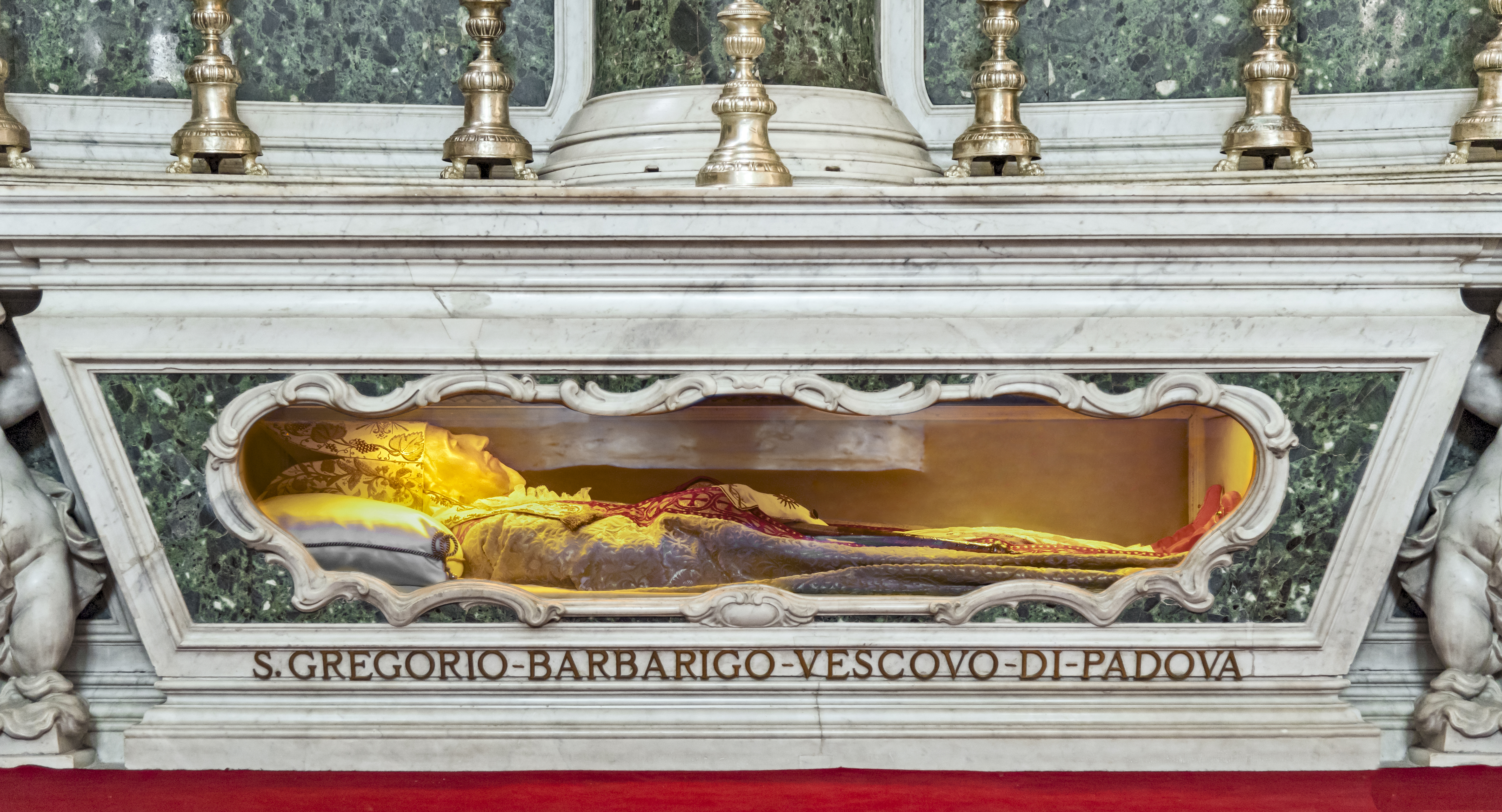
Reliquien-Sarkophag des Heiligen im Dom zu Padua

Gregorio Barbarigo (* 16. September 1625 in Venedig; † 18. Juni 1697 in Padua) war Kardinal und ist ein Heiliger der römisch-katholischen Kirche.

## Leben
Gregorio, aus der bedeutenden venezianischen Patrizierfamilie Barbarigo stammend, war der älteste Sohn des späteren Senators Gian Francesco Barbarigo und der Lugrezia Lion. Nachdem die Mutter 1631 an der Pest gestorben war, wurden Gregorio, seine Schwester und zwei Brüder von ihrer Tante Franchesina Lippomani aufgezogen. 
An der Universität Padua studierte er Philosophie, Jura, Mathematik, Griechisch und Geschichte, bis er 1644 von seinem Vater nach Hause zurückgerufen wurde. Gregorio Barbarigo war von 1657 bis 1664 Bischof von Bergamo. Seinen Dienst als Bischof von Bergamo begann er, damals alles andere als selbstverständlich, mit Reisen über die Dörfer zur Visitation der Pfarreien. Papst Alexander VII. erhob Bischof Barbarico am 5. April 1660 zum Kardinal, worauf er im Juni 1660 als Kardinalpriester von San Tommaso in Parione installiert wurde. Von 1664 bis 1697 war er Bischof von Padua. Schon zu Lebzeiten wurde er von den Menschen wegen seiner tiefen Frömmigkeit verehrt. Gregorio Barbarigo starb am 18. Juni 1697 in Padua. Sein Neffe, der spätere Kardinal Giovanni Francesco Barbarigo, erhielt im folgenden Jahr die Bischofsweihe.

## Heiligsprechung
Papst Johannes XXIII. verehrte Gregorio Barbarigo, der Bischof seines Heimatbistums gewesen war, als einen vorbildlichen Seelsorger und nannte ihn ein Beispiel „pastoraler Heiligkeit“. Er sprach ihn am 26. Mai 1960 heilig.